# ستنيسو باران
ستنيسو باران (بالبولندية: Stanisław Baran)‏ (26 أبريل 1920 في بولندا - 12 مايو 1993 بوودج في بولندا) هو مدرب كرة قدم ولاعب كرة قدم بولندي في مركز الهجوم، شارك في كأس العالم 1938. وشارك مع منتخب بولندا لكرة القدم. أما مع النوادي، فقد لعب مع ليخيا غدانسك وWarszawianka Warszawa ‏ ونادي ال كي اس ودز وResovia (sports club) ‏.

## وصلات خارجية
- ستنيسو باران على موقع الاتحاد الدولي (مؤرشف)  (الإنجليزية)
- ستنيسو باران على موقع قاعدة بيانات كرة القدم.إي يو (الإنجليزية)